# Grube Nordstern
Die Grube Nordstern war ein Bergwerk für Steinkohle in der Nähe der heutigen Ortschaft Busch zwischen Alsdorf und Merkstein auf dem Gebiet der heutigen Stadt Herzogenrath in der Städteregion Aachen in Nordrhein-Westfalen.
1876 wurde auf Initiative des Bergbaupioniers Eduard Honigmann der erste Schacht abgeteuft und 1880 mit der Förderung von Fettkohle begonnen. Im ersten Jahr konnten 2.500 Bergleute 600.000 t Kohle fördern. Auf dem Gelände befanden sich auch eine Kokerei mit 180 Öfen und eine Ammoniakgewinnungsanlage. 1890 bekam die Grube einen Anschluss an die Bahnstrecke Stolberg–Herzogenrath. Vom Grubenbahnhof zweigte später der Anschluss zur Grube Carl Alexander im benachbarten Baesweiler ab.
1914 verkauften die Erben Eduard Honigmanns die Grube an die Hahnschen Werke AG, die später von Mannesmann übernommen wurden. Die Förderung wurde 1927 eingestellt, das Grubengelände aber erst 1950 zusammen mit den Bergarbeiterwohnungen in Merkstein an den Eschweiler Bergwerks-Verein (EBV) verkauft. Nordstern diente dem EBV dann als Wetterschacht für seine Gruben Anna und Adolf.